# Kate Roe
Pour les articles homonymes, voir Roe.
Kate Roe, connue aussi sous son nom de naissance de Kate Allison, née le 16 juillet 1978, est une joueuse professionnelle de squash représentant l'Angleterre. Elle atteint le 30e rang mondial en décembre 2002. 

## Biographie
Elle participe au championnat du monde 2002 s’inclinant au premier tour face à Jenny Tranfield.